# East Asian Games Dome 1
East Asian Games Dome 1 – wielofunkcyjny stadion położony na wyspie Taipa, w Makau. Obecnie używany przede wszystkim jako stadion piłkarski, chociaż posiada również bieżnię. Stadion mieści 7 000 ludzi.